# Louis-Philippe Dumoulin
Pour les articles homonymes, voir Dumoulin.
Louis-Philippe Dumoulin est un pilote automobile né le 21 février 1979  à Trois-Rivières, Québec, au Canada. Il est le frère de Jean-François Dumoulin.

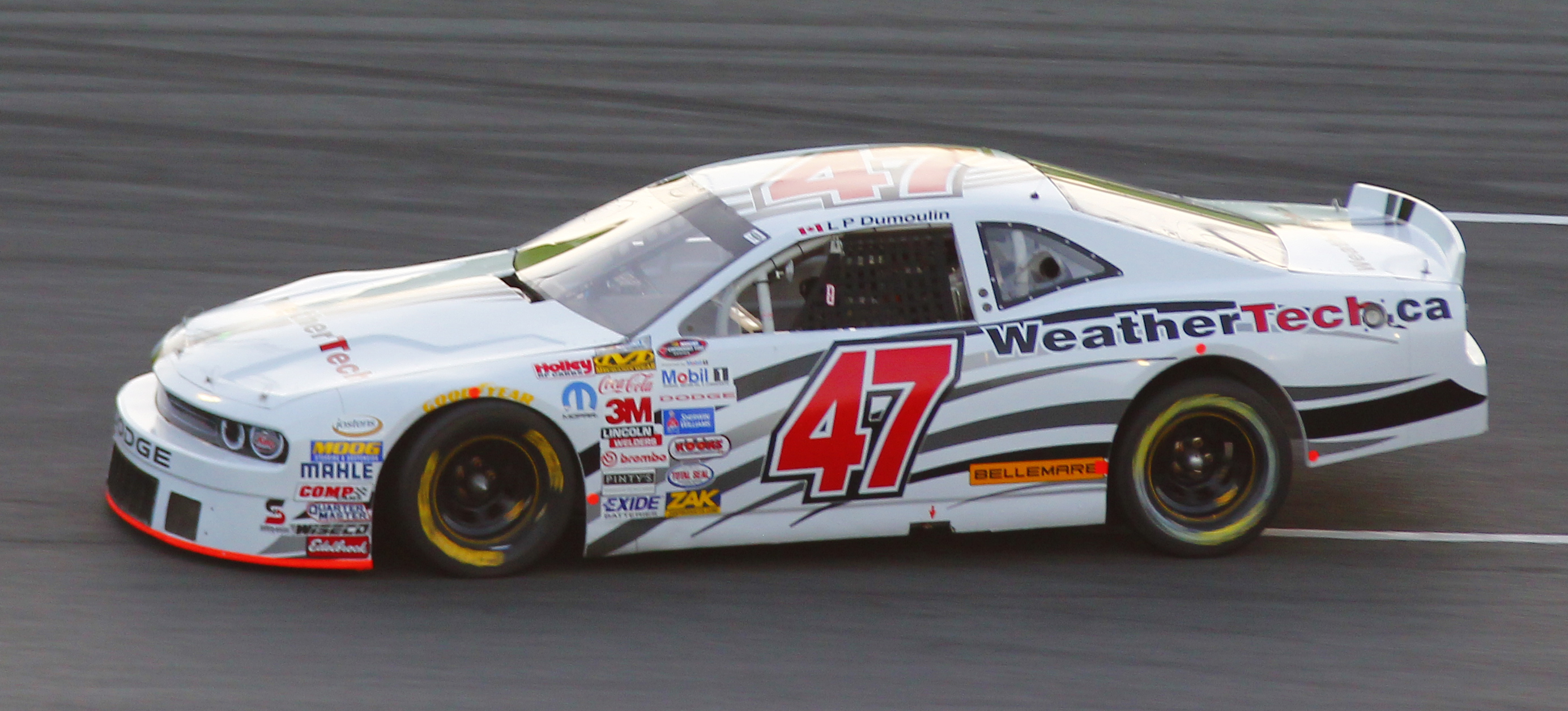
Autodrome Chaudière - Nascar Canadian Tire Series - 13 juin 2015 (Photo Paul-Émile Poulin-Jacques)

## Biographie
En 1995, à 16 ans, il est champion des mécaniciens de l’école de pilotage Jim Russell circuit Mont-Tremblant.
En 2001, il termine quatrième du championnat canadien de Formule Ford 1600. Il est champion en 2002.
Il pilote dans la série Grand-Am de 2004 à 2007.
Il fait ses débuts en NASCAR Canadian Tire en 2009 au Grand Prix de Trois-Rivières. Il ne participe qu’à deux épreuves en 2009 et trois en 2010. En 2011, il est nommé recrue de l’année même s’il ne participe qu’à huit courses sur douze. Il récolte deux top 5 et quatre top 10 au total. L'année suivante, il signe sa première pole position à Trois-Rivières et termine 2e de la course. En 2013, il remporte ses deux premières victoires dans la série sur le circuit routier de Mosport et le 16 juillet 2014, il signe sa première victoire sur ovale au Auto Clearing Motor Speedway de Saskatoon avant d'être couronné champion au terme de la saison.
En 2012, il termine deuxième de la catégorie GTC aux 12 Heures de Sebring 2012.

## NASCAR Canadian Tire
| Année | Départs | Poles | Victoires | Top 5 | Top 10 |
| ----- | ------- | ----- | --------- | ----- | ------ |
| 2009  | 2       | 0     | 0         | 0     | 0      |
| 2010  | 3       | 0     | 0         | 0     | 0      |
| 2011  | 8       | 0     | 0         | 2     | 4      |
| 2012  | 12      | 1     | 0         | 3     | 7      |
| 2013  | 12      | 0     | 2         | 4     | 6      |
| 2014  | 11      | 0     | 2         | 9     | 11     |
| 2015  | 11      | 0     | 0         | 6     | 10     |
| 2016  | 12      | 0     | 0         | 6     | 7      |
| 2017  | 13      | 0     | 0         | 9     | 11     |
| 2018  | 13      | 2     | 3         | 8     | 12     |
| 2019  | 13      | 1     | 2         | 8     | 11     |
| 2020  | 6       | 0     | 1         | 3     | 5      |
| 2021  | 10      | 1     | 1         | 4     | 9      |
| 2022  | 12      | 1     | 0         | 5     | 9      |
| TOTAL | 138     | 7     | 11        | 67    | 102    |